# Ukraine-Affäre

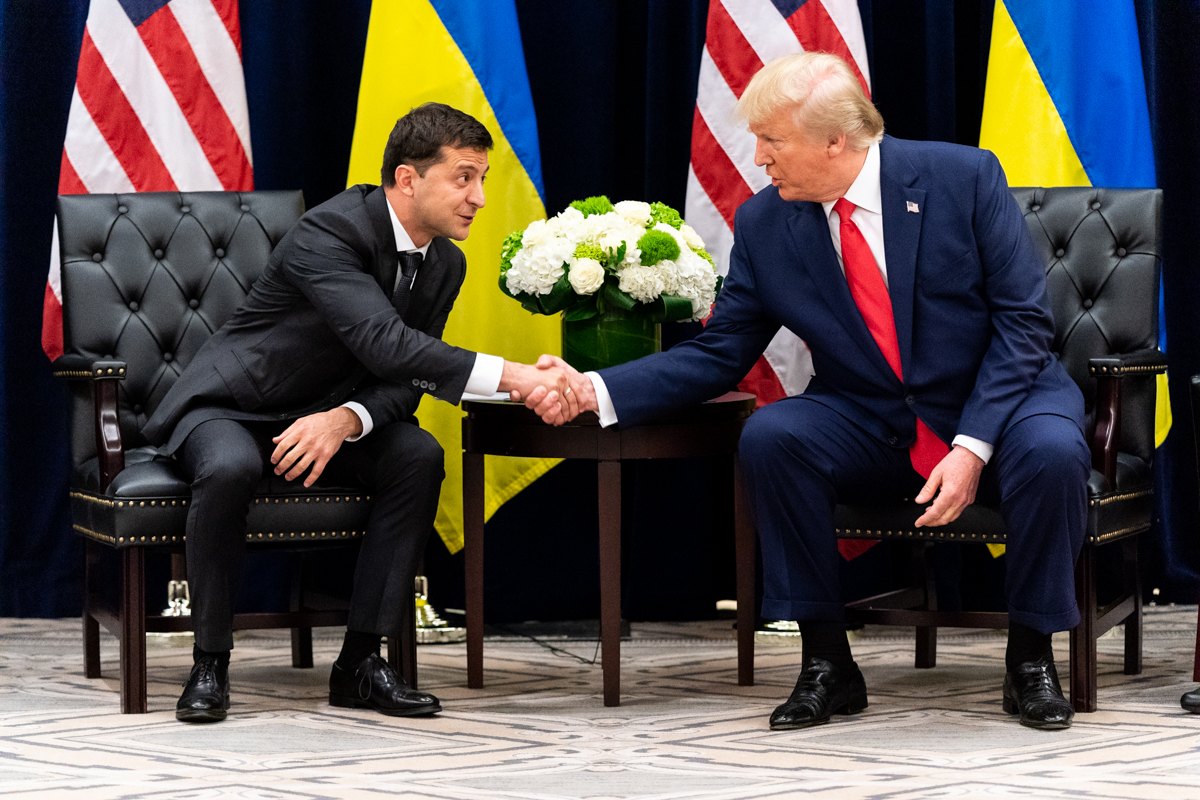
Ein Telefonat zwischen den Präsidenten Selenskyj (links) und Trump (rechts) steht im Zentrum der Affäre.

Die Ukraine-Affäre bezeichnet eine politische Affäre um einen möglichen Macht- und Amtsmissbrauch des US-Präsidenten Donald Trump im Jahr 2019. Ihm wurde vorgeworfen, unter anderem in einem Telefonat am 25. Juli 2019 mit dem ukrainischen Präsidenten Wolodymyr Selenskyj darauf gedrängt zu haben, gegen seinen politischen Rivalen Joe Biden und dessen Sohn Hunter wegen Korruptionsvorwürfen ermitteln zu lassen und sich so Vorteile bei der US-Präsidentschaftswahl 2020 zu verschaffen. Bekannt wurde das Telefonat im August durch eine anonyme Dienstbeschwerde eines CIA-Mitarbeiters, deren Veröffentlichung nach der eines Memorandums des Telefongesprächs vom Weißen Haus erfolgte.
Die Bemühungen, Selenskyj zu der Ermittlung zu bewegen und Beweise gegen die Bidens zu finden, sollen insbesondere von Trumps persönlichem Anwalt Rudy Giuliani betrieben worden sein. Dazu soll auch gehört haben, dass die Botschafterin Marie L. Yovanovitch vorzeitig entlassen wurde. Stark beteiligt war auch der Botschafter der Vereinigten Staaten bei der Europäischen Union, Gordon Sondland, der auf die öffentliche Verkündung von Ermittlungen gedrängt haben soll, mit der Aussicht, dass danach Militärhilfen ausgezahlt sowie ein Treffen der Präsidenten im Weißen Haus ermöglicht würde.
Am 24. September 2019 wurden aufgrund dieser Vorwürfe vom US-Repräsentantenhaus offiziell Untersuchungen für ein mögliches Amtsenthebungsverfahren gegen Donald Trump eingeleitet. Weil vor dem Telefonat Militärhilfen an die Ukraine von bis zu 400 Millionen Dollar zurückgehalten wurden, wird dabei auch untersucht, ob dies in einem Quid pro quo benutzt wurde, um Ermittlungen zu erwirken. Nachdem ab Oktober zwei Monate lang Zeugen in nicht-öffentlichen und öffentlichen Anhörungen befragt wurden, wurden im Dezember als Anklagepunkte Machtmissbrauch und Behinderung des Kongresses aufgesetzt. Das Repräsentantenhaus stimmte am 18. Dezember dafür, Trump wegen beider Artikel anzuklagen.
Trump wurde schließlich in beiden Anklagepunkten freigesprochen, von den Republikanern, die die Mehrheit im Senat hatten stimmten alle außer Mitt Romney gegen den Machtmissbrauchsvorwurf.

## Auslöser

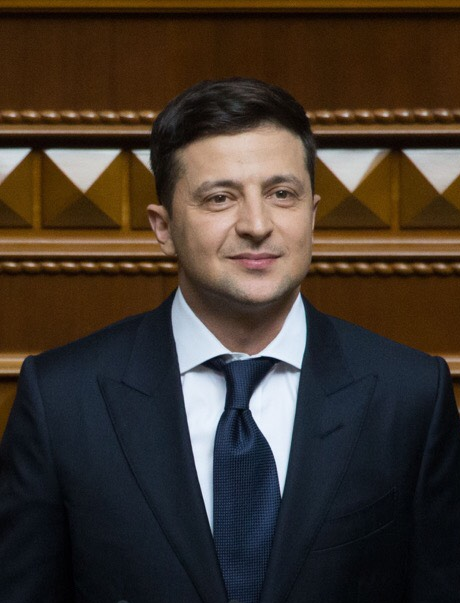
Wolodymyr Selenskyj (2019)

Bei einem Telefonat Trumps mit dem ukrainischen Präsidenten Wolodymyr Selenskyj am 25. Juli 2019 soll der US-Präsident seinen Amtskollegen aufgefordert haben, Ermittlungen gegen Hunter Biden, den Sohn seines Herausforderers Joe Biden, aufzunehmen. Hunter Biden war als Vorstand für das im Öl- und Gasgeschäft der Ukraine tätige Unternehmen Burisma Holdings tätig und wurde mit 50.000 $ im Monat bezahlt. Die Aussagen Trumps in dem Telefonat werden als Ausübung politischen Drucks zum persönlichen Vorteil und mit dem Ziel einer ausländischen Einmischung in die amerikanischen Wahlen zugunsten Trumps gewertet. Das Gesprächs-Transkript wurde in einem separaten IT-System abgelegt, das die höchste Geheimklassifizierung hat und normalerweise Informationen wie etwa aktive Geheimdienst- und Militäraktionen und Ähnliches speichert.
Ein bislang anonym gebliebener Mitarbeiter der CIA (sog. Whistleblower) hörte über dieses Telefonat von Angestellten im Weißen Haus, befand es für missbräuchlich und legte eine Beschwerde bei der Dienstaufsicht für Geheimdienste (Office of the Inspector General of the Intelligence Community (ICIG)) ein.
Nach Überprüfung musste die Beschwerde laut Gesetz innerhalb von 14 Kalendertagen an den Direktor der Geheimdienste (Director of National Intelligence), und von diesem innerhalb von sieben Kalendertagen an die im Brief angeschriebenen Vorsitzenden der Geheimdienstausschüsse des Kongresses weitergeleitet werden. Die Beschwerde wurde durch das Justizministerium erst verschleppt, und dann ganz unterdrückt, mit der Behauptung, dass es sich im Gespräch um möglicherweise illegale Wahlkampfhilfe handele und dass die Geheimdienste nicht befugt seien, diese zu untersuchen.
Die Existenz der Beschwerde wurde aber bekannt, das Weiße Haus gab das Gesprächs-Transkript frei, und die Beschwerde wurde den Vorsitzenden der Geheimdienstausschüsse des U.S. Congress zugeschickt. Am folgenden Tag wurde den Medien vom Weißen Haus offiziell eine teilweise geschwärzte Kopie der Beschwerde gegeben.
Dies führte zur Initiative der Demokraten für ein Amtsenthebungsverfahren gegen Trump.
Der ehemalige US-Sondergesandte für die Ukraine, Kurt Volker, der inzwischen als Zeuge des Untersuchungsausschusses im Repräsentantenhaus ausgesagt hat, war vorher, am 27. September 2019, von seinem Posten zurückgetreten.

## Hintergrund

### Joe und Hunter Biden
Nach dem Euromaidan und dem Sturz der bisherigen pro-russischen Regierung der Ukraine Anfang 2014 unterstützte das Kabinett unter US-Präsident Barack Obama das neue, pro-westliche ukrainische Kabinett unter Ministerpräsident Arsenij Jazenjuk. Der damalige Vizepräsident Joe Biden reiste als Ukraine-Beauftragter Obamas im April 2014 nach Kiew, um die Abhängigkeit der Ukraine von russischen Energielieferungen reduzieren zu helfen. Bidens Sohn Hunter trat im Mai 2014 dem Verwaltungsrat des ukrainischen Gasunternehmen Burisma Holdings bei, dem er bis April 2019 angehörte. Dafür soll er laut verschiedenen Medien rd. 45.000 Euro (50.000 Dollar) monatlich erhalten haben, ohne dass er über Erfahrungen im Gasgeschäft verfügte.

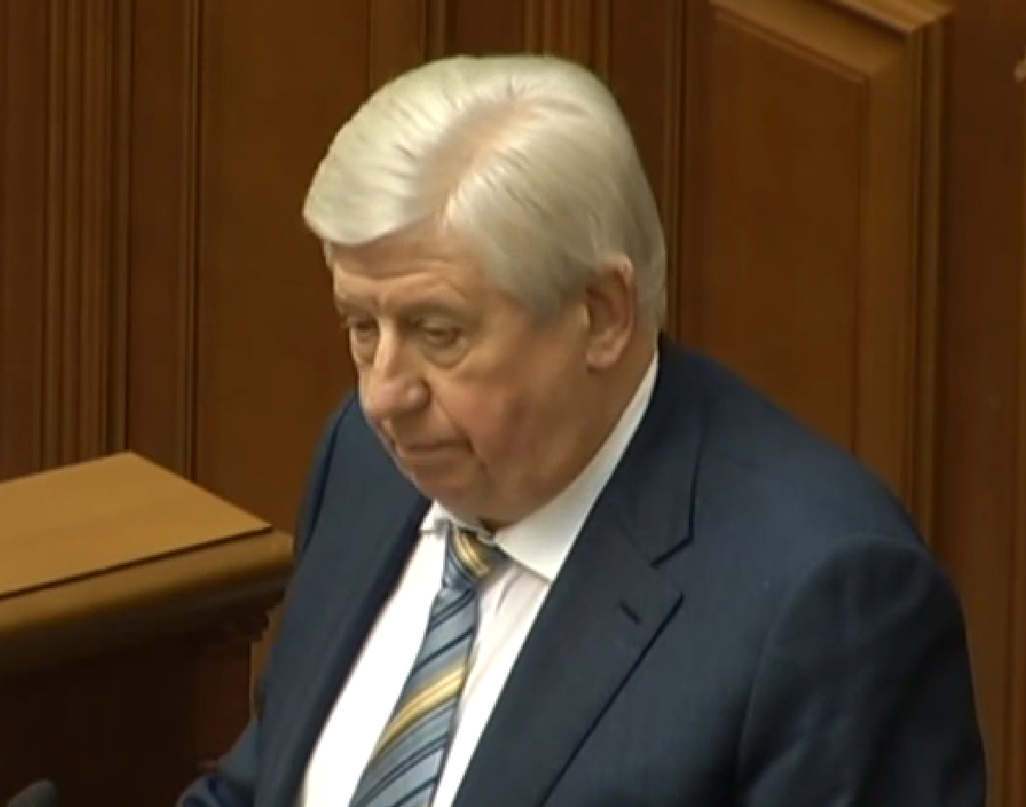
Wiktor Schokin 2015

Die Holding Burisma wurde von Mykola Slotschewskyj, einem Oligarchen und späteren ukrainischen Minister für Ökologie und natürliche Ressourcen, gegründet. Gegen diesen wurde seit 2012 durch den ukrainischen Generalstaatsanwalt eine Ermittlung wegen Verdacht auf Geldwäsche, Steuerflucht und Korruption geführt, die 2015 der neue Generalstaatsanwalt Wiktor Schokin übernahm. Die US-Regierung, wie auch andere westliche Regierungen und internationale Institutionen, betrachtete diesen selbst als korrupt; er verfolge die Ermittlung nicht angemessen, sondern beschütze die politische Elite durch Verzögerung, sodass die US-Regierung eine eigene Ermittlung gegen das Unternehmen in Erwägung zog. Im März 2016, als die Ermittlungen gegen Burisma bereits abgeschlossen waren, drohten die USA durch Joe Biden dem damaligen ukrainischen Präsidenten Poroschenko, US-Kreditgarantien über eine Milliarde Dollar auszusetzen, sollte Schokin weiter der Chefermittler der Ukraine bleiben. Sein Nachfolger Jurij Luzenko erklärte im Mai 2019, es gebe keine Belege für ein illegales Verhalten der Bidens. Auf Nachfrage der BBC bestätigte er im September 2019, die ukrainische Justiz würde im Rahmen der internationalen Amtshilfe helfen, sollten US-Behörden gegen Biden ermitteln. In der Ukraine liege jedoch nichts gegen Joe oder Hunter Biden vor.

### Rudy Giuliani und Trump

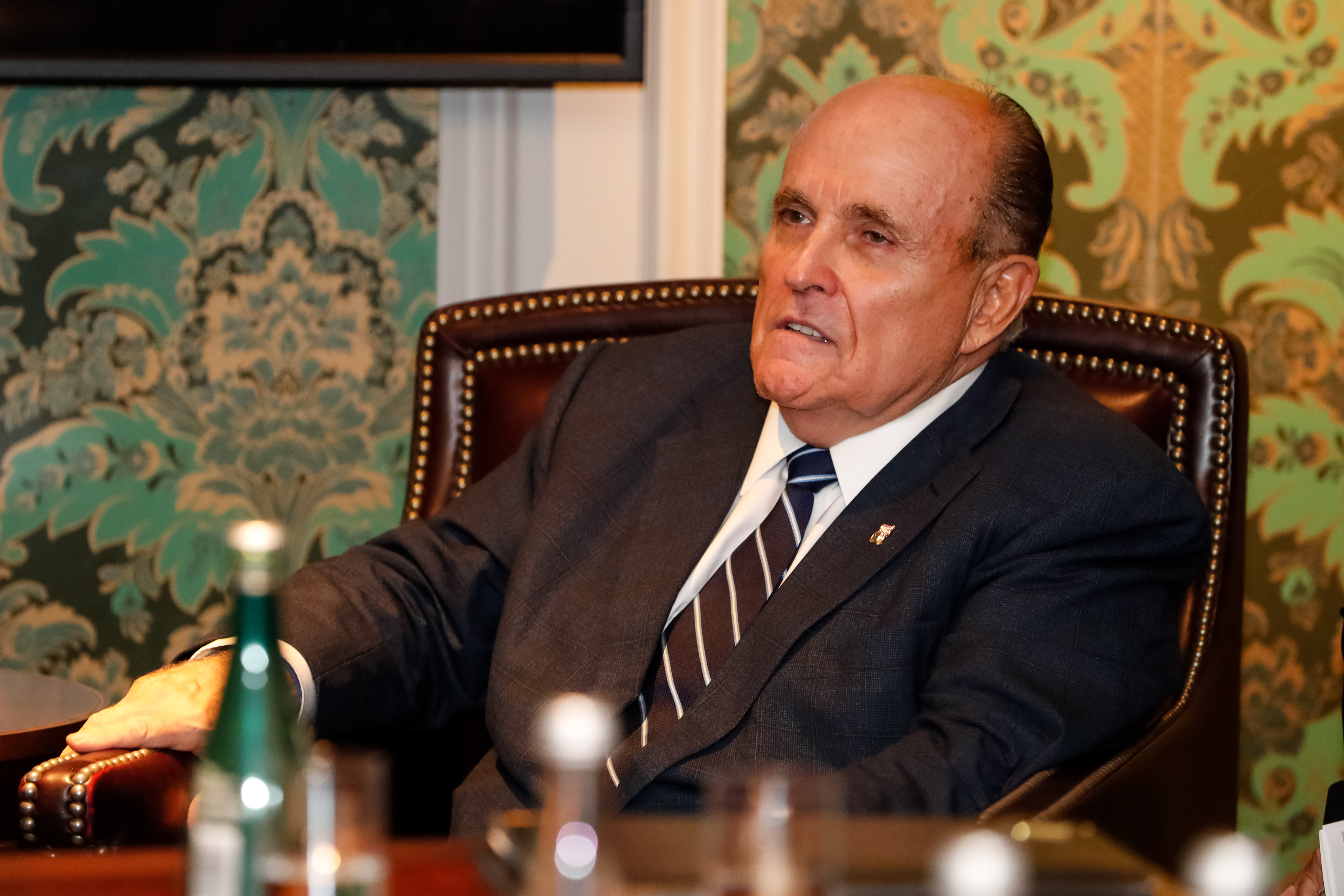
Rudy Giuliani, 2019

US-Präsident Donald Trump und sein Team, insbesondere sein persönlicher Anwalt Rudy Giuliani, vertreten die Ansicht, Joe Biden habe seine Position ausgenutzt, um Ermittlungen gegen Burisma und ihrer Ansicht nach damit auch gegen seinen Sohn Hunter zu unterbinden, obwohl es dafür niemals Anhaltspunkte oder gar Belege gab und Hunter von den Ermittlungen nicht betroffen war. Giuliani habe sich mehrere Monate bemüht, kompromittierende Informationen über Joe und Hunter Biden zu sammeln; daneben suchte er aber auch „Beweise, dass ukrainische Offizielle die US-Wahl 2016 zu Gunsten von Hillary Clinton beeinflussen wollten, und Beweise, dass Informationen über zwielichtige Geschäfte von Trumps früherem und inzwischen inhaftierten Wahlkampfmanager Paul Manafort aus der Ukraine lanciert wurden,“ zu finden, damit Trump letzteren begnadigen könne. Er traf sich Ende 2018 einmal mit Schokin und Anfang 2019 zweimal mit Luzenko und nahm ab April auch Kontakt zu der neuen Regierung Selenskyjs auf. Im Mai 2019 behauptete auch Donald Trump, Biden habe gegen Schokin gewirkt, um seinen Sohn zu schützen.
Am 20. Mai wurde Marie L. Yovanovitch, die Botschafterin der Vereinigten Staaten in der Ukraine, vorzeitig entlassen. Trump schrieb am 29. Mai einen Brief an Selenskyj, in dem er ihm gratulierte und ihn zu einem Treffen im Weißen Haus einlud, sobald sich ein beiden Seiten passender Termin finde. Mitte Juli unterband Stabschef Mick Mulvaney mit dem Außenministerium – angeblich auf Trumps Anweisung – die Überweisung von, im Kongress überparteilich bewilligten und terminierten Militärhilfen an die Ukraine in Höhe von bis zu 400 Millionen US-Dollar, bevor es zu dem Telefongespräch zwischen Trump und Selenskyj kam. Das Treffen der Präsidenten im Weißen Haus sowie die Auszahlung der Militärhilfen sollen ukrainischen Regierungsvertretern im Gegenzug für die geforderten Ermittlungen in Aussicht gestellt worden sein. Die Gelder wurden am 11. September bereitgestellt, nachdem am 9. September drei Ausschüsse des Repräsentantenhauses angekündigt hatten, dass sie ermitteln würden, ob Trump und Giuliani die Ukraine mittels der Zurückhaltung der Militärhilfen zu Ermittlungen gedrängt haben.

## Telefonat mit Selenskyj
Trump telefonierte am 25. Juli 2019 mit Wolodymyr Selenskyj. Im Verlauf des Gesprächs forderte er von Selenskyj, dieser solle gegen Joe Biden und Hunter Biden Ermittlungen veranlassen. Sein persönlicher Anwalt Giuliani und das US-Justizministerium würden dabei unterstützen. Zudem sagte Trump, die USA würden soviel für die Ukraine tun, nun könne das Land den USA auch einen Gefallen tun.
Laut der veröffentlichten Version des Telefonats war Trumps Aussage zu Biden:

“There’s a lot of talk about Biden’s son, that Biden stopped the prosecution and a lot of people want to find out about that so whatever you can do with the Attorney General would be great. Biden went around bragging that he stopped the prosecution so if you can look into it… It sounds horrible to me.”

„Es gibt viel Gerede um Bidens Sohn, dass Biden die Untersuchung gestoppt hat, und viele Leute wollen mehr dazu wissen, darum wäre alles, was Sie da mit dem Generalstaatsanwalt machen können, großartig. Biden hat damit angegeben, dass er die Untersuchung gestoppt hat, also wenn Sie sich das ansehen können… Für mich hört es sich entsetzlich an.“

Die Demokraten werten Trumps Aufforderung als eine zum eigenen Vorteil ausgeführte Erpressung eines ausländischen Staatsmannes, um sich für den Wahlkampf gegen Joe Biden zu rüsten. Die Republikaner werten seine Aufforderung hingegen als eine Aufforderung zu einer Ermittlung zur Korruptionsbekämpfung.
Außerdem gerieten Aussagen Trumps über die vorzeitig entlassene Botschafterin Marie Yovanovitch in den Fokus. Er bezeichnete sie als „bad news“ und deutete an, sie werde einige Dinge durchmachen. („She’s going to go through some things.“) Diese Aussage wurde vielerseits als Drohung verstanden. Auch Yovanovitch selbst sagte aus, dass sie sich, als sie diese Erwähnung im Memorandum gelesen hatte, bedroht fühlt.

## Whistleblower-Beschwerde

### Erster Whistleblower
Ein anonymer Mitarbeiter der CIA erfuhr von dem Gespräch von Angestellten im Weißen Haus und reichte eine Woche später anonym einen Vorwurf beim obersten Rechtsanwalt der CIA (General Counsel, CIA) ein, in dem er schrieb, es gebe schwerwiegende Fragen zu einem Anruf zwischen Trump und einem ausländischen Regierungschef. Während einer Voruntersuchung stellte sich heraus, dass mehrere Personen Bedenken hinsichtlich des Anrufs geäußert hatten, zudem waren einem Deputy General Counsel des Weißen Hauses vage Bedenken bewusst. Der Kreis der informierten Personen erweiterte sich, als man Anwälte des Nationalen Sicherheitsrates (NSC) und des Justizministeriums einweihte, und dann Attorney General William Barr informiert wurde.
Der Whistleblower erfuhr, dass das Weiße Haus informiert war, und setzte sich mit einem Mitarbeiter des House Intelligence Committees in Verbindung, der ihm empfahl, sich einen Rechtsanwalt zu suchen und eine Beschwerde bei der zuständigen Dienstaufsicht einzureichen, um vom Whistleblower Protection Act geschützt zu werden, und dann den Vorsitzenden des Komitees, Adam Schiff, informierte, ohne den Namen des Informanten anzugeben.
Der Whistleblower reichte daraufhin eine Beschwerde bei der Dienstaufsicht für Geheimdienste (Office of the Inspector General of the Intelligence Community (ICIG)) über das Gespräch ein, da er im Verhalten des Präsidenten den Versuch sah, eine rechtswidrige Vorteilnahme zu seinen politischen Gunsten mittels seines Amtes zu erreichen.
Er informierte auch darüber, dass die Mitarbeiter des Weißen Hauses versucht hätten, gesetzwidrig Details des Präsidenten-Telefonats zu verstecken, indem sie das Gesprächstranskript in ein separates IT-System verschoben, das der Speicherung sehr streng geheimer Informationen dient. Der Whistleblower gab an, dass er glaube, dass das Gesprächstranskript aus politischen Gründen, und nicht wegen der normalen Geheimhaltung, dort abgelegt wurde. Gesprächstranskripte werden normalerweise in einem anderen geheimen IT-System abgelegt, zu dem nur bestimmte Angestellte von Ministerien und Geheimdiensten Zugang haben, um sich über Sachverhalte zu informieren. Dieses unterliegt dem Presidential Records Act, und Gesprächstranskripte müssen laut Gesetz dort abgelegt werden.
Der Kongress kündigte an, den Whistleblower zu verhören. Der US-Geheimdienstchef Joseph Maguire sagte, er wisse nicht, wer der Whistleblower sei. Die New York Times berichtete, es handle sich um einen Beamten des Auslandsnachrichtendienstes CIA. Trump sagte zu seinen Mitarbeitern, er wolle wissen, wer der Informant sei: „Weil das ziemlich nah an Spionage ist. Sie wissen ja, was wir früher gemacht haben, als wir noch schlau waren. Ja? Spione und Verrat, das haben wir früher anders gehandhabt als heute.“ Laut einem Bericht des Fernsehsenders CBS vom 29. September 2019 steht der Informant mittlerweile unter Polizeischutz, da gegen ihn Drohungen eingegangen seien.

### Zurückhalten vor Kongress

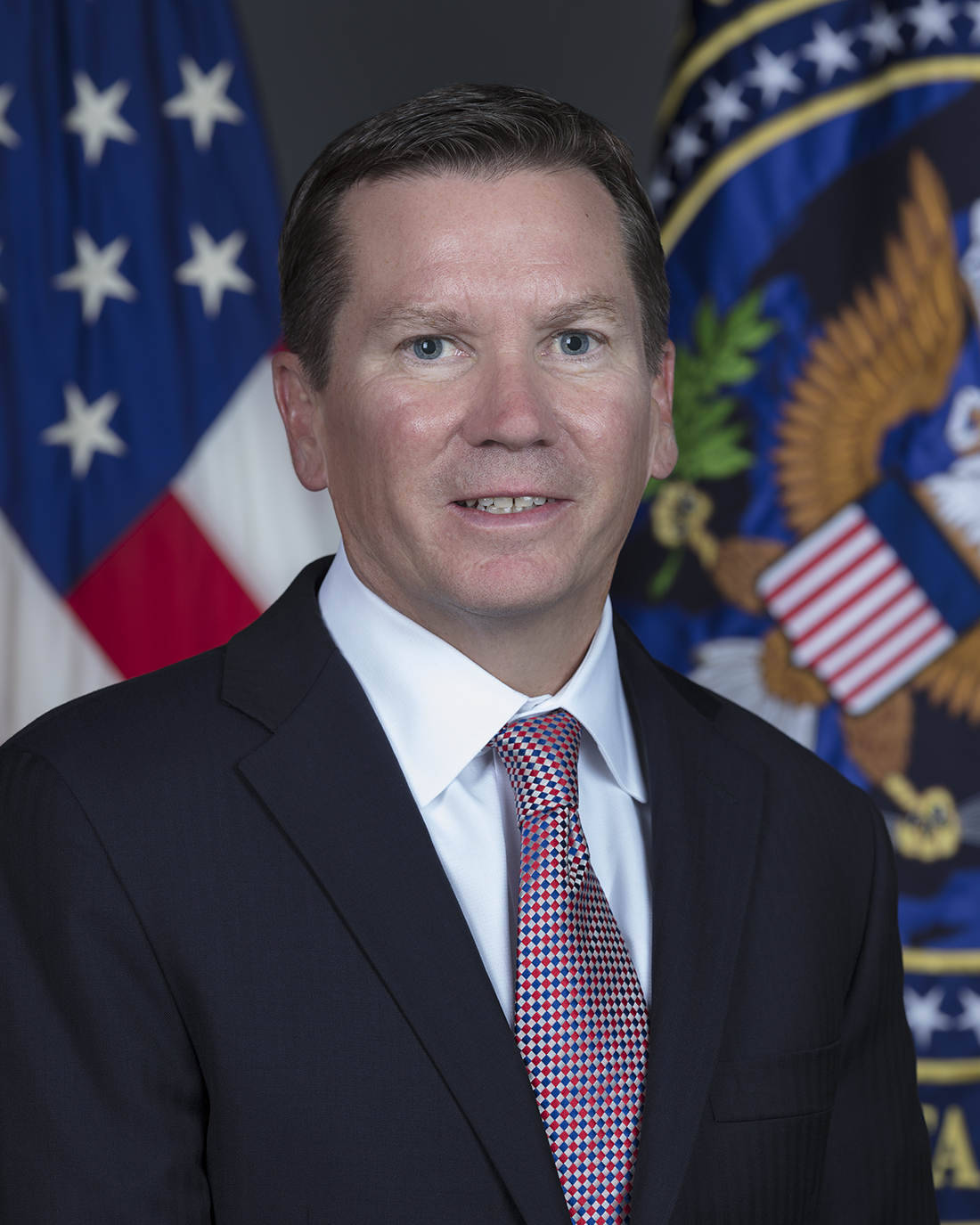
Michael K. Atkinson, 2018

Der Informant reichte die Dienstbeschwerde am 12. August bei Michael Atkinson, dem Generalinspektor der Intelligence Community, ein. Atkinson reichte diese nach einer zweiwöchigen Durchsichtsfrist an Joseph Maguire, den Director of National Intelligence, weiter. Dieser hatte laut Gesetz eine Woche Zeit, die Beschwerde an zuständige Komitees in Senat und Kongress weiterzuleiten. Maguire verpasste aber am 2. September 2019 die Frist, sodass Atkinson selbst am 9. September an mehrere Gesetzgeber schrieb, darunter Adam Schiff, den Vorsitzenden des Geheimdienstausschusses, und sie über die Beschwerde informierte. Schiff schrieb daraufhin an Maguire, dass er mehr Informationen über den Inhalt der Beschwerde fordere und sprach am 13. September eine Zwangsanordnung aus, dass dem Ausschuss die Beschwerde ausgehändigt werden solle. Atkinson verwies den Fall an das FBI sowie Maguire an das Justizministerium der Vereinigten Staaten. Dieses befand, ohne Personen zu befragen, nur nach einer Durchsicht des groben Transkripts des Anrufs, dass dieser keine Gesetze bezüglich Kampagnenfinanzierung verletze, anders als Atkinson vermutet hatte. Die Beamten des Justizministeriums ermittelten nicht wegen Korruptionsverdachts, was Vorwürfe aufkommen ließ, das Ministerium agiere als Schutzschild für Trump.
Die New York Times berichtete Ende November, dass Trump bereits im späten August über die Beschwerde informiert worden sei, also auch schon bevor er die Militärhilfen freigegeben hat.

### Veröffentlichung
Am Mittwoch, dem 25. September 2019, veröffentlichte das Weiße Haus ein Memorandum – keine wortwörtliche Wiedergabe – des Anrufs zwischen Selenskyj und Trump, um diesen zu entlasten. Außerdem wurde die Geheimhaltung der Beschwerde des Whistleblowers aufgehoben, sodass Mitglieder des Geheimdienstausschusses das Dokument einsehen konnten. Tags darauf, am 26. September 2019, wurde das Dokument mit einem teils geschwärzten Anhang veröffentlicht. Der Informant beschuldigt Trump darin, die Macht seines Amtes für persönliche Zwecke missbraucht und versucht zu haben, Selenskyj dazu zu bringen, zu seinen Gunsten in die Präsidentenwahl im Jahr 2020 einzugreifen, außerdem das Weiße Haus, die Dokumentation des Gesprächs mit besonderen Maßnahmen unter Verschluss gehalten zu haben. Neben Trump werden auch häufig Giuliani und Justizminister William Barr benannt.

### Zweiter Whistleblower
Am 6. Oktober 2019 wurde bekannt, dass es einen zweiten Whistleblower gebe, der auch vom Anwalt des ersten Whistleblower vertreten werde. Dieser habe, anders als der erste Whistleblower, Informationen aus erster Hand, und habe sich schon mit der Dienstaufsicht der Geheimdienste in Verbindung gesetzt, und Whistleblowerstatus erhalten. Dieser Geheimdienstmitarbeiter wurde schon im Zusammenhang mit der Beschwerde des ersten Whistleblowers befragt und soll gesagt haben, dass das „Verhalten des Präsidenten ihn sehr alarmiert habe“. Es ist noch nicht klar, ob er auch eine Beschwerde einreichen werde. Die New York Times berichtete, dass es auch unklar sei, ob dieser Whistleblower identisch mit dem sei, über den sie am 4. Oktober berichtet hatte. Der Anwalt der Whistleblower sagte dazu nur, dass er „mehrere Mandanten“ vertrete.

### Identifizierungsversuche durch Konservative und Republikaner
Von konservativer Seite gab es seit dem Bekanntwerden der Whistleblower-Beschwerde immer wieder Bemühungen dazu zu drängen, die Identität des anonymen Whistleblowers bekanntzumachen. Anfang November teilten unter anderem Donald Trump Jr. und der Radiomoderator Rush Limbaugh Berichte mit dem angeblichen Namen des Whistleblowers und wurden dafür kritisiert, dass dies die Person gefährde. Mehrere soziale Medien wie Facebook und YouTube werden jede Nennung eines Namens des Whistleblowers von ihren Seiten löschen, weil es ihre Regeln verletze. Fox News instruierte seine Moderatoren und Gäste, keinen Namen zu nennen; CNNs Richtlinien untersagen Mitarbeitern, Berichte über einen angeblichen Namen des Whistleblowers zu wiederholen.
Der Senator Rand Paul drohte damit, er werde wahrscheinlich den Namen des Whistleblowers enthüllen, und betonte, es gebe kein Gesetz, das ihn davon abhalten könne. Bei einer Wahlkampfveranstaltung von Trump behauptete er, sie würden die Identität des Whistleblowers kennen; dieser habe für Joe Biden gearbeitet.

## Folgeentwicklungen

### Rücktritte

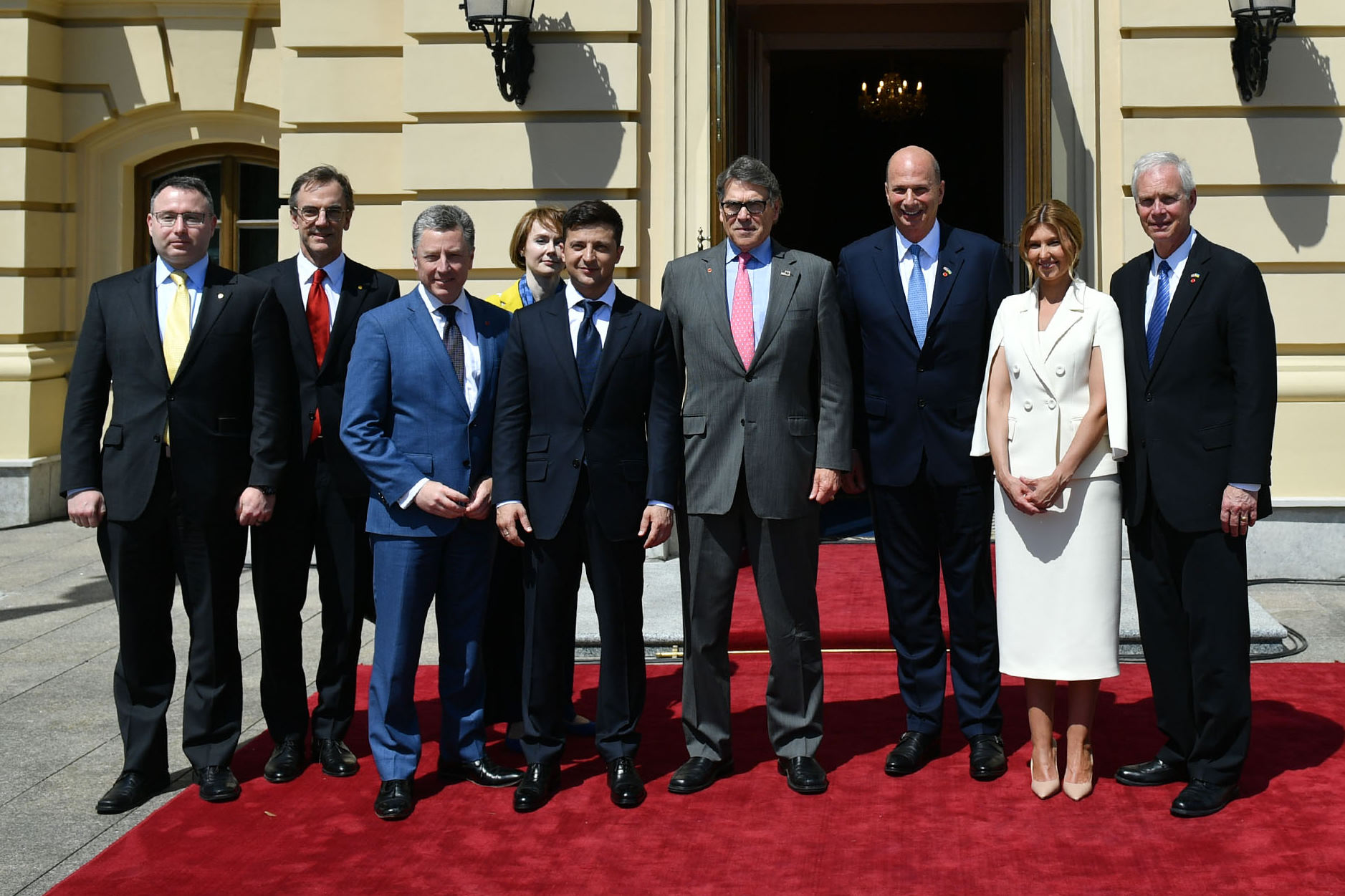
Amtseinführung Wolodymyr Selenskyjs im Mai 2019 mit amerik. Delegation (von links nach rechts): Alexander Vindman, Joseph Pennington (stellvertretender US-Botschafter in der Ukraine), Kurt Volker, Olena Serkal (ukrainische Vizeaußenministerin), Wolodymyr Selenskyj, Rick Perry, Gordon Sondland, Olena Selenska (First Lady der Ukraine), Ron Johnson

Der amerikanische Sondergesandte für die Beziehungen zur Ukraine Kurt Volker, der sich öfters mit ukrainischen Regierungsvertretern getroffen hat, trat am 28. September 2019 zurück.
Michael McKinley, ein Berater des Außenministers Mike Pompeo, trat am 11. Oktober zurück aus Frust über die Behandlung der Diplomaten in der Ukraine sowie die fehlende Unterstützung während der Amtsenthebungsuntersuchung.
Nachdem Energieminister Rick Perry am Mittwoch, dem 16. Oktober, bekanntgab, dass er im Frühling 2019 Giuliani kontaktiert hatte bezüglich Trumps Sorgen über Korruption in der Ukraine, und das Weiße Haus darauf bestätigte, dass Trump ihn gedrängt hatte, mit Giuliani bei Ermittlungen gegen Korruption zusammenzuarbeiten, verkündete Perry am 17. Oktober seinen Rücktritt. Am folgenden Tag ließ er durch einen Brief des Energieministeriums vermelden, dass er der Zwangsvorladung zur Herausgabe von Dokumenten nicht nachkommen werde.
Durch die nicht-öffentliche Anhörung von Mark Sandy am 16. November wurde bekannt, dass zwei Mitarbeiter des Office of Management and Budget, die Sandy nicht namentlich benannte, wegen der Zurückhaltung der Militärhilfen zurückgetreten seien: einer aus Frust darüber, dass es dafür keinen verständlichen Grund gab; der zweite aus der Rechtsabteilung des OMB aus Bedenken, ob es legal gewesen sei oder nicht. Dieser habe geglaubt, der Congressional Budget and Impoundment Control Act, der den Rahmen zur Zurückhaltung von Mitteln regelt, könnte verletzt worden sein.

### Amtsenthebungsverfahren
Am 24. September 2019 leitete die Sprecherin des Repräsentantenhauses der Vereinigten Staaten, Nancy Pelosi, aufgrund der oben geschilderten Vorfälle offiziell die Untersuchungen für ein mögliches erstes Amtsenthebungsverfahren gegen Donald Trump ein. Dafür wurden von Ausschüssen des Repräsentantenhauses unter Leitung von Adam Schiff im Oktober und November Zeugen in öffentlichen und nicht-öffentlichen Anhörungen befragt. Das Weiße Haus verweigerte jegliche Kooperation mit der Untersuchung. Nachdem Anfang Dezember Abschlussberichte vorgelegt worden waren und der Justizausschuss des Repräsentantenhauses die Untersuchung übernommen hatte, wurden im Dezember als Anklagepunkte Machtmissbrauch und Behinderung des Kongresses aufgesetzt. Das Repräsentantenhaus stimmte am 18. Dezember dafür, Trump wegen beider Artikel anzuklagen.

### Festnahme von Parnas und Fruman
Am 9. Oktober wurden die in der ehemaligen Sowjetunion geborenen, eingebürgerten amerikanische Staatsbürger Lev Parnas (Ukraine) und Igor Fruman (Belarus), welche als Vertraute von Giuliani gelten, beim Versuch, von Washington Dulles International Airport mit One-Way-Tickets das Land zu verlassen, vom FBI wegen illegaler Wahlkampffinanzierung verhaftet, weil sie im Mai 2018 über ihr Energieunternehmen Geld an das Super-PAC America First Action, das sich für Trumps Wiederwahl einsetzt, gespendet und die ausländische Herkunft der Spenden verschleiert haben sollen.
Laut Anklage spendeten sie außerdem an einen ehemaligen Kongressabgeordneten (genannt „Congressman 1“), der sich daraufhin dafür einsetzte, dass Marie L. Yovanovitch, die US-Botschafterin in Kiew, abberufen werde. Dieser wurde als Pete Sessions identifiziert, der 2018 einen Brief an den Außenminister Mike Pompeo geschrieben hat, dass Yovanovitch entlassen werden solle, weil sie öffentlich ihre Geringschätzung gegenüber der Regierung ausgedrückt habe.
Laut Medienberichten sollen sie auch Giuliani bei seinen Ermittlungen in der Ukraine gegen die Bidens geholfen haben, indem sie ihm Kontakte, zum Beispiel ein Treffen mit Luzenko, vermittelt haben. Giuliani sagte: „Parnas und Igor haben mir bei bestimmten Sachen geholfen. Sie haben mir in einigen Fällen geholfen, bestimmte Personen aufzuspüren.“ Die Demokraten wollen Parnas und Fruman wegen der Untersuchung zu einer Amtsenthebung verhören und haben Zwangsvorladungen gegen sie ausgestellt. Trump sagte, er kenne die beiden Männer nicht, obwohl ein Foto existiert, das Trump und Giuliani zusammen mit ihnen zeigt.
Am 23. Oktober plädierten beide Männer auf nicht schuldig; Parnas ist der Meinung, er würde vor Gericht freigesprochen werden.

## Reaktionen

### Vereinigte Staaten

#### Trump
Trump sagte, seine Gespräche mit Selenskyj seien alle „perfekt“ gewesen; die Untersuchung für ein Amtsenthebungsverfahren bezeichnete er als „Witz“ und – wie zuvor auch die Bemühungen für ein Amtsenthebungsverfahren wegen Russland – als „Hexenjagd“.
Nach der Einleitung der Amtsenthebungsuntersuchung erklärte Trump in einer Videobotschaft Ende September 2019, die Demokraten bedrohten die Rechte der US-Bürger. Die Gründe für ihr Vorgehen gegen ihn seien „sehr einfach“: „Sie versuchen, mich zu stoppen, weil ich für Euch kämpfe – und ich werde das niemals zulassen.“
In einem Tweet am 1. Oktober teilte Trump ein Zitat des Priesters Robert Jeffress bei einem Auftritt in den FOX News, dass seine Amtsenthebung einen bürgerkriegsähnlichen Riss in der Nation verursachen werde, und deutete an, dass Adam Schiff wegen Landesverrats verhaftet werden sollte.
Auf eine Frage von Reportern am 3. Oktober wiederholte Trump öffentlich seine indirekte Aufforderung an die Ukraine und richtete sie auch an China: „Sie sollten die Bidens untersuchen … und übrigens, ebenso sollte China eine Untersuchung über die Bidens anfangen. Denn was China passiert ist, ist genauso schlimm wie, was mit der Ukraine passiert ist.“
In einem Tweet am 22. Oktober bezeichnete Trump das Verfahren als Lynchmord (Zitat: „All Republicans must remember what they are witnessing here – a lynching.“), was in den USA historisch zumeist mit brutalen rassistisch motivierten Tötungen Schwarzer in den Südstaaten in Verbindung gebracht wird, so dass dieser Tweet von vielen Seiten als rassistisch und unangemessen kritisiert wird, insbesondere von schwarzen Politikern und Historikern. Der republikanische Mehrheitsführer Mitch McConnell bezeichnete den Ausdruck als „unglückliche Wortwahl.“
Im Verlauf der Untersuchung ging Trump dazu über, Zeugen als „Never Trumper“ zu diskreditieren, im Einzelnen Bill Taylor, Alexander Vindman und Jennifer Williams. Nachdem Trump zuvor auf Twitter „NEVER TRUMPERS!“ gepostet hatte, wurden Taylor und George Kent zu Beginn ihrer öffentlichen Anhörung gefragt, ob sie Never Trumpers seien, und wiesen dies zurück. Ohne dass Trump sie zuvor so bezeichnet hatte, wurde auch Marie Yovanovitch gefragt, ob sie eine Never Trumper sei, und verneinte.
Am 17. Dezember, dem Tag vor der Abstimmung über die Anklage, schickte Trump einen sechsseitigen Brief an Nancy Pelosi, in dem er gegen die Anklage protestierte und sich gegen beide Anklagepunkte sowie das Verfahren wandte. So behauptete er, den Beschuldigten der Hexenprozesse von Salem seien mehr Rechte gewährt worden, und die Demokraten würden diesen Tag bei der Präsidentschaftswahl 2020 bereuen.

#### Giuliani
In einem Interview mit Chris Cuomo antwortete Rudy Giuliani auf die Frage, ob er die Ukraine bat, gegen Joe Biden zu ermitteln, innerhalb einer Minute zuerst mit „Nein, habe ich nicht,“ und dann mit „Natürlich habe ich das.“ In einem Telefongespräch mit einer Atlantic-Reporterin am 26. September 2019 echauffierte er sich: „Es ist unmöglich, dass der Whistleblower ein Held ist und ich nicht. Diese Idioten – wenn das vorbei ist, werde ich der Held sein.“ Bei einem Auftritt bei Fox News beschimpfte er seinen Gesprächspartner, einen liberalen Journalisten, der ihm Rechtsbruch vorwarf mit den Worten: „Halten Sie den Mund, Sie Volltrottel! Halten Sie den Mund, Sie wissen nicht, was Sie sagen! Sie Idiot!“ Zudem sagt er, dass das US-Außenministerium ihn beauftragt hatte, die ukrainische Regierung zu kontaktieren, und er dieses über jeden seiner Schritte informierte. Um das zu belegen, zeigte er Text-Nachrichten auf seinem Mobiltelefon. In mehreren Fernsehauftritten beschuldigte er George Soros, der immer wieder Ziel rechter Verschwörungstheorien ist, eines Anti-Trump-Programms in der Ukraine und behauptete, Joe Biden sei daran beteiligt gewesen, Soros vor Strafverfolgung zu schützen.
Giuliani reiste Anfang Dezember in die Ukraine und traf sich, begleitet von einem konservativen Fernsehteam, mit Luzenko, Schokin und ehemaligen Gesetzgebern, um weiterhin Beweise gegen Biden zu finden als Gegennarrativ zu den Untersuchungen und um seinen Klienten zu verteidigen, und twitterte dazu, seine Ermittlungen gegen Biden seien noch nicht aufgelöst. Nach seiner Rückkehr in die Vereinigten Staaten berichtete er, Trump habe ihn angerufen und gefragt, was er habe; seine Antwort war: „Mehr als man sich vorstellen kann.“ Außerdem hat Trump ihn gebeten, einen Bericht an das Justizministerium bzw. den United States Attorney General Barr und republikanische Senatoren zu schicken; Trump sagte: „Ich habe gehört, er hat viel gefunden.“ Jerrold Nadler, Vorsitzender des Justizausschusses, nannte dieses Vorgehen „ein Verbrechen in Arbeit“ und Adam Schiff sagte, dass damit die Vergehen und die Bedrohung für die kommende Wahl weitergehe. Trump wiederum verteidigte Giulianis Arbeit und sagte, dieser tue es aus Liebe.
Am 15. Dezember teilte Giuliani auf Twitter, was er herausgefunden habe, und kündigte weitere Enthüllungen an. Er deutete an, es habe Geldwäsche von Burisma Holdings und den Bidens gegeben, geheime Absprachen zwischen dem Democratic National Committee und der Ukraine, um Trump zu zerstören, sowie Korruption in der Zeit Obamas, zu der Ermittlungen durch die Anklage Trumps verhindert werden sollen. Außerdem sei Schokin zweimal vergiftet worden und Luzenko behaupte, dass Marie Yovanovitch während der Untersuchungen unter Eid gelogen habe. Am folgenden Tag veröffentlichte der New Yorker online eine Reportage über Luzenkos Verwicklung in der Ukraine-Affäre, in der Giuliani mit der Äußerung zitiert wird: „Ich glaubte, ich musste Yovanovitch aus dem Weg haben. Sie war dabei, die Ermittlungen für jeden schwierig zu machen.“

#### Mick Mulvaney
Der Stabschef des Weißen Hauses Mick Mulvaney hat am 17. Oktober in einer Pressekonferenz des Weißen Hauses zugegeben, dass die Militärhilfen für die Ukraine gezielt aus politischen Motiven zurückgehalten worden seien, weil der Präsident Bedenken gehabt habe wegen Korruption in der Ukraine bezüglich der Präsidentschaftswahl in den Vereinigten Staaten 2016 zugunsten der Demokraten. Als ein Reporter ihm erklärte, dass dies eine Quid-pro-quo-Situation sei, sagt er: „Kommt damit klar. Außenpolitik wird auch immer mit politischer Einflussnahme verbunden sein.“ Nachdem Medien berichteten, dass dies Trump weiter belasten würde, ruderte Mulvaney wieder zurück und sagte: „Es gab absolut kein Quid pro quo zwischen Militärhilfen und Ermittlungen zur Präsidentschaftswahl 2016.“ Den Medien unterstellte er, seine Kommentare absichtlich falsch ausgelegt zu haben, um eine „Hexenjagd“ gegen Trump voranzutreiben.

#### Sammel-Statements
Am 27. September veröffentlichte National Security Action ein Statement, das von über 300 ehemaligen US-Beamten der nationalen und ausländischen Sicherheit, darunter sowohl Demokraten als auch Republikaner, unterzeichnet worden war, in dem sie die Amtsenthebungsuntersuchung als notwendigen Schritt, um die Fakten herauszufinden, unterstützen. Sie bezeichnen Trumps Handeln als Amtsmissbrauch. Er habe die nationalen Interessen seinen persönlichen politischen Interessen untergeordnet.
Diplomaten drückten in Statements der American Academy of Diplomacy ihre Unterstützung für Marie L. Yovanovitch aus. Der Informant behauptet, ihre Entlassung sei auf Druck von Luzenko nach Gesprächen mit Giuliani geschehen. Trump hatte sie laut Memorandum in dem Telefongespräch mit Selenskyj als „bad news“ bezeichnet.
17 ehemalige Sonderstaatsanwälte der Ermittlungsgruppe um die Watergate-Affäre, die zum Amtsenthebungsverfahren gegen Präsident Richard Nixon führte, veröffentlichten in der Washington Post am 10. Oktober einen Gastkommentar, in dem sie ihre Schlussfolgerung darlegten, dass überzeugende Prima-facie-Beweise existieren, dass Trump anklagbare Vergehen begangen habe, und diese Beweise ausreichend seien für eine Amtsenthebung.
Über 500 Rechtsprofessoren unterschrieben einen offenen Brief, den sie am 6. Dezember veröffentlichten. Sie schlussfolgern darin, dass Trumps Fehlverhalten offensichtlich anklagbar sei. Eine Anklage bedürfe nicht erst eines Verbrechens, sondern vielmehr Missbrauchs des öffentlichen Vertrauens, und es gebe eine überwältigende Beweislage, dass er seinen Amtseid missbraucht habe.
Um die 750 Historiker unterzeichneten einen am 17. Dezember veröffentlichten offenen Brief zu Trumps Anklage. Ihr Urteil sei, wenn sein Fehlvergehen nicht die Stufe einer Anklage erreiche, würde praktisch nichts dies tun.
Am Abend vor der Abstimmung über die Anklage fanden in allen 50 Bundesstaaten Demonstrationen für die Anklage unter dem Motto „Not Above the Law“ (Nicht über dem Gesetz) statt.

### Ukrainische Amtsinhaber

#### Selenskyj
Der ukrainische Präsident Selenskyj sagte bei einem gemeinsamen Auftritt mit Trump am Rande einer UN-Vollversammlung, ihre Gespräche seien völlig normal gewesen und er habe sich nicht unter Druck gesetzt gefühlt, außerdem dass ihn niemand unter Druck setzen könne, da er der Präsident eines unabhängigen Landes sei. Einzig sein sechs Jahre alter Sohn sei in der Lage, ihn unter Druck zu setzen.
Er selber könne niemanden unter Druck setzen und habe niemanden angerufen, da die Ukraine eine unabhängige Generalstaatsanwaltschaft habe, versicherte er. Jedoch habe das Telefonat mit Trump, so Selenskyj, in einer schwierigen Phase stattgefunden, da Russland in die parlamentarische Versammlung des Europarats zurückkehre und beim Bauvorhaben der Gaspipeline Nordstream 2 kein richtiger Sanktionsdruck ausgeübt worden sei. Nach der im Telefonat gegenüber Trump geäußerten Bitte Selenskyjs, der Ukraine Waffen zu liefern, kam es am 4. Oktober 2019 zu einem Ankauf von 150 modernen amerikanischen Panzerabwehrwaffen im Wert von 39,2 Millionen Dollar durch die Ukraine.
Am 30. November gab Selenskyj ein Interview vor internationalen Journalisten, darunter der TIME und des Spiegels. Über Trumps Aussagen, die Ukraine sei korrupt, sagt er, die Vereinigten Staaten würden damit ein hartes Signal „an die Welt, an den Internationalen Währungsfonds und die Weltbank, an Europa“ senden. Auf eine Frage nach der Angelegenheit des Quid pro quo lautet seine Antwort:

“Look, I never talked to the President from the position of a quid pro quo. That’s not my thing. … I don’t want us to look like beggars. But you have to understand. We’re at war. If you’re our strategic partner, then you can’t go blocking anything for us. I think that’s just about fairness. It’s not about a quid pro quo. It just goes without saying.”

„Ich habe mit US-Präsident Trump gar nicht in dieser Haltung gesprochen – ich geb' dir dies, du gibst mir das. So etwas ist nicht mein Ding. [...] Ich will nicht, dass wir wie Bettler wirken. Aber man muss sich klar machen, dass wir uns im Krieg befinden. Und wenn ihr unser strategischer Partner seid, dann solltet ihr keine Hilfe blockieren. Da geht es für mich um Fairness. Da geht es nicht um ein Quidproquo, das ist einfach eine Geschichte für sich.“

Trump sah in diesen Aussagen eine weitere Entlastung und schrieb auf Twitter als Breaking News, Selenskyj habe erneut verkündet, dass Trump nichts Falsches getan habe. Journalist Steve Benen legte dar, dass Selenskyj vielmehr das Zurückhalten der Militärhilfen kritisiert hat.

#### Angekündigte Ermittlungen
Der ukrainische Generalstaatsanwalt Ruslan Rjaboschapka gab am 4. Oktober 2019 bekannt, dass die Justizbehörden der Ukraine die Geschäfte der Burisma Holdings überprüfen wollen. Dabei soll auch der Zeitraum, als Hunter Biden Aufsichtsratsmitglied des Unternehmens war, geprüft werden.
Nachdem Burisma Holdings am 14. Januar 2020 von russischen Spionen gehackt worden war und nachdem Textnachrichten von Lev Parnas mit Robert Hyde veröffentlicht worden waren, die andeuteten, dass Marie Yovanovitch in der Ukraine beobachtet worden war,  kündigte das ukrainische Innenministerium Ermittlungen an.